# إدارة مصايد الأسماك
تعتمد إدارة المصايد على علم المصايد من أجل التوصل إلى الطرق اللازمة لحماية موارد المصايد بحيث يمكن الاستفادة من المصايد بشكل مستدام. ويُشَارُ إلى إدارة المصايد الحديثة على أنها نظام حكومي لقواعد الإدارة المناسبة اعتمادًا على الأهداف المحددة ومجموعة من وسائل الإدارة لتنفيذ القواعد، والتي تُطَبَّقُ من خلال نظام التحكم في المراقبة والإشراف. وحسب منظمة الأغذية والزراعة، «لا توجد تعريفات واضحة ومقبولة بشكل عام لإدارة المصايد». ومع ذلك، فإن التعريف الساري المستخدم من خلال منظمة الأغذية والزراعة وهو مستخدم في الكثير من المواقف الأخرى كما يلي:
العملية المدمجة لتجميع المعلومات وتحليلها وتخطيطها والاستشارات المتعلقة بها واتخاذ القرارات وتخصيص الموارد والتكوين والتنفيذ، مع استخدام فرض اللوائح أو القواعد التي تحكم أنشطة المصايد في حالة الضرورة من أجل ضمان الإنتاجية المستمرة للموارد وتنفيذ أهداف المصايد الأخرى.

## معلومات تاريخية
تمت إدارة المصايد بشكل صريح في بعض الأماكن على مدار مئات السنوات. على سبيل المثال، يفرض على شعب الماوري، الذي يقطن نيوزيلاندا لما يزيد على 700 عام، قيود فيما يتعلق بأخذ ما يزيد على احتياجاتهم للطعام بالإضافة إلى إعادة أول سمكة تُصْطَاد كقربان إلى إله البحر تانجاروا. ومنذ القرن الثامن عشر، عُمِّلَت محاولات لتنظيم الصيد في مصايد شمال النرويج. وقد أدى ذلك إلى سن قانون في عام 1816 حول مصيدة لوفوتين، هذا القانون الذي وضع بعض الإجراءات عُرفت على أنها حقوق الاستخدام الإقليمية.

«قُسِّمَت ضفاف الصيد إلى مناطق تنتمي إلى أقرب قاعدة صيد على البر، ثم قُسِّمَت إلى حقول يمكن للقوارب الصيد بها. وقد كان تخصيص حقوق الصيد في يد اللجان المسيطرة المحلية، التي غالبًا ما كان يرأسها مالك المنشآت البرية التي يجب على الصيادين تأجيرها من أجل توفير الإقامة ومن أجل تجفيف الأسماك.»

## أهدافها

### أهدافها السياسية
وفقًا لمنظمة الأغذية والزراعة، يجب أن تكون إدارة مصايد الأسماك مبنية بشكل صريح على أهداف سياسية، وبشكل مثالي بأولويات معلنة بشكل شفاف. يمكن أن تكون الأهداف السياسية أيضًا نقطة ضعف في إدارة مصايد الأسماك، بما أن الأهداف قد تتعارض فيما بينها. من الأهداف السياسية المعتادة عند استغلال مورد أسماك مهم تجاريًا:
- تعظيم ناتج الكتلة الحيوية المستدام
- تعظيم الناتج الاقتصادي المستدام
- تأمين التوظيف وزيادته
- تأمين إنتاج البروتين وموارد الغذاء
- زيادة دخل الصادرات

في معظم العقود البضعة الماضية، كانت الأهداف السياسية في إدارة مصايد الأسماك المهمة تجاريًا تتطور بسرعة شديدة، مقادةً بعوامل رئيسية منها (1) الاعتراف باستجابة الأسماك والحيوانات الأخرى المستهدفة للمناخ المتغير، (2) تقنيات جديدة لصيد الأسماك، وخصوصًا في أعالي البحار، (3) تطوير أولويات سياسية تنافسية للبيئات البحرية تؤدي إلى طريقة مبنية أكثر على النظام البيئي لإدارة مصايد الأسماك، (4) الكشوف العلمية الجديدة عن العمليات التي تؤثر على كمية الأسماك وتوظيفها.
الأهداف السياسية العاملة في مصايد الأسماك الترفيهية غالبًا ما تختلف بشكل جذري عن تلك السائدة في إدارة مصايد الأسماك التجارية. على سبيل المثال، يشيع استخدام قوانين الإمساك والإطلاق في بعض أنواع مصايد الأسماك الترفيهية. وبالتالي فإن الناتج الحيوي أقل أهمية فيها.

### الأهداف الدولية
يجب التعبير عن أهداف مصايد الأسماك بقواعد إدارة صلبة. في معظم البلدان، يجب أن تكون قواعد إدارة مصايد الأسماك مبنية على قانون السلوكيات لمصايد الأسماك المسؤولة، المتفق عليه دوليا، ولكن غير الملزم، وقد اتفق عليه في جلسة منظمة الأغذية والزراعة (الفاو) التابعة للأمم المتحدة في جلستها لعام 1995. تطبق الطريقة الاحترازية التي يصفها القانون في قواعد إدارة صلبة على شكل كتلة حيوية دنيا للسرء، معدلات وفيات عظمى للوفيات، إلخ. في عام 2005، راجع مركز مصايد أسماك يو بي سي في جامعة كولومبيا البريطانية بشكل شامل أداء أكبر دول العالم في صيد السمك بالمقارنة مع القانون.

## آليات الإدارة
أعدت العديد من البلدان أقسامًا في الوزارات أو الحكومات تحت مسمى «وزارة مصايد الأسماك» أو مسميات مشابهة، ليتحكموا بجوانب من مصايد الأسماك ضمن مناطق صلاحياتهم الاقتصادية الخاصة. اقترحت أربعة أصناف من وسائل الإدارة، لتنظيم أي من الدخل/الاستثمار، أو الخرج، وتعمل إما بشكل مباشر أو غير مباشر:
| المخرجات                  | المدخلات        |            |
| طرق الصيد                 | ترخيص السفن     | غير مباشرة |
| حصص الصيد والتنظيم التقني | الإدخال المحدود | مباشرة     |

قد تشمل الوسائل التقنية:
- منع أدوات كالقوس والنشاب، والرماح، أو الأسلحة النارية.
- منع استخدام شبكات الصيد
- وضع حد أدنى لحجم ثقوب الشبكات
- حد الحد الوسطي للصيد المحتمل لسفينة في أسطول وحجم الطاقم والمعدات والعدد الإلكترونية و«المدخلات» الفيزيائية الأخرى.[10]
- منع الطعوم
- تعليق الخطاف بفم الأسماك
- القيود على فخاخ الأسماك
- حد عدد أوتاد أو خيوط الصياد الواحد
- تقييد عدد سفن الصيد العاملة في وقت واحد
- حد الكثافة التشغيلية الوسطية لسفن الصيد في وحدة الزمن في البحر
- حد الوقت الوسطي في البحر

### حصص الصيد
تحد الأنظمة التي تستخدم الحصص الفردية القابلة للمقايضة، وتدعى أيضًا حد حصص صيد السمك للفرد، من إجمالي الصيد وتقسم مخصصات من تلك الحصص بين الصيادين العاملين في مصيدة السمك تلك. يمكن أن يبيع/يشتري/يتاجر الصيادون بحصصهم كما يشاؤون.
وفرت دراسة واسعة النطاق في 2008 أدلة قوية على أن الحصص الفردية القابلة للمقايضة يمكنها المساعدة في منع انهيار مصايد الأسماك وحتى استعادة مصايد الأسماك التي تبدو كأنها في انحسار. أظهرت دراسات أخرى عواقب سلبية من الناحيتين الاقتصادية والاجتماعية للحصص الفردية القابلة للمقايضة، وخاصةً في حالة المصايد الصغيرة للأسماك. تشمل هذه العواقب تركز الحصص في أيدي بضعة صائدي أسماك؛ وزيادة عدد الصيادين غير العاملين الذين يقرضون حصصهم لآخرين (ظاهرة تعرف باسم صيادي الأرائك)؛ وآثار مدمرة على المجتمعات الساحلية.

### الأسماك الأنثى المتقدمة في السن
تهدف الممارسات التقليدية للإدارة إلى تخفيض عدد الأسماك العجوزة بطيئة النمو، لتتيح موارد أكثر للأسماك الأصغر الأسرع نموًا. تضع معظم أنواع الأسماك البحرية أعدادًا هائلة من البيوض. كان الافتراض أن الأمهات الأصغر يمكنها وضع أعداد وفيرة من الفراخ الصالحة للحياة.
ولكن دراسة لعام 2005 على سمك السبوج تظهر أن الإناث الكبيرة المتقدمة في السن أهم بكثير من الأسماك الصغيرة في المحافظة على مصايد الأسماك المنتجة. تنمو الفراخ الناتجة عن هذه الأسماك الأنثى بشكل أسرع، وتنجو بشكل أفضل من الجوع، ومن الأرجح بكثير أن تنجو من فراخ الأسماك الأصغر. قد يساعد الفشل في ترك المجال للأسماك الأكبر سنًا على تفسير الانهيارات المؤخرة لبعض أكبر مصايد أسماك الساحل الغربي للولايات المتحدة الأمريكية. يتوقع أن تعافي بعض الأسهم سيحتاج عقودًا. من الطرق لمنع هكذا انهيارات تأسيس احتياطات بحرية، حيث لا يسمح بصيد السمك وتأخذ حياة الأسماك مجراها الطبيعي.

### مبدأ أخذ الحيطة
ينصح دليل مدير مصايد الأسماك الصادر في 2002 من قبل منظمة الأغذية والزراعة بتطبيق مجموعة من المبادئ بهدف «إلقاء الضوء على المشاكل الأساسية الكامنة» لإدارة مصايد الأسماك. هناك 8 مبادئ يجب اعتبارها بالكامل لإدارة مصيدة سمك بأفضل طريقة. يركز المبدأ الأول على الطبيعة المنتهية لأسهم الأسماك وكيف يجب تقدير النواتج المحتملة بناءً على القيود الحيوية للأسماك.
في ورقة منشورة في عام 2007، اقترح شيرتزر وبّراغر أنه من الممكن أن توجد فوائد بارزة لأسهم الكتلة الحيوية وعائدات مصايد الأسماك إذا كانت الإدارة أصرم وأكثر سرعةً في الاستجابة. هذا مدعوم بالعمل الأخير على إدارة مصايد أسماك بحر الشمال بالتوافق مع مجالات من المقادير المسموح بها من صيد السمك، حيث صيد السمك في أعلى مجالات الصيد «المقبولة» أكثر خطورةً بأضعاف عديدة من الصيد قرب المجالات الدنيا، ولكنه ينتج عوائد أكثر بنسبة 20% فقط.

### العوامل الإنسانية
إدارة مصايد الأسماك تعنى بإدارة الأشخاص والأعمال التجارية، وليس بإدارة الأسماك. تدار أعداد الأسماك بتنظيم أفعال البشر. لتنجح إدارة مصايد الأسماك، فإن العوامل الإنسانية المرافقة، كتفاعلات صيادي الأسماك، ذات أهمية أساسية، ويجب فهمها.
يجب أن تأخذ قوانين الإدارة بالاعتبار تأثيراتها على أصحاب المصالح. يعتمد صائدو الأسماك التجاريون على الصيود لإعاشة عوائلهم كما يعتمد المزارعون على المحاصيل الزراعية. يمكن أن يكون صيد الأسماك للتجارة حرفةً تتناقلها الأجيال. معظم صيد السمك لأهداف تجارية قائم على بلدات مبنية على حرفة صيد السمك؛ ويمكن لتغيير القوانين أن تؤثر على اقتصاديات بلدات بأكملها. يمكن أن يكون لتخفيض حصص الصيد أن يؤثر على قدرة صائدي الأسماك على المنافسة مع قطاع السياحة.
تتضمن الإدارة الفعالة لمصايد الأسماك إشراك كل أصحاب المصالح في مصيدة السمك. ولفعل ذلك بشكل ناجح، فعلى أصحاب المصالح أن يشعروا بالتمكين الكافي للمساهمة بشكل ذي معنى في عملية الإدارة.
للتمكين تطبيقات واسعة ولكنه يشير في هذا السياق إلى الأداة التي تعطي الناس في مجتمعات صيد السمك فرصةً لتشكيل مستقبلهم الخاص للتأقلم مع آثار الصيد التجاري على نطاق واسع، ومنافسة الموارد، وتهديدات أخرى تؤثر على مجتمعات الصيد.
ولكن هناك حدودًا للتمكين في عملية إدارة مصايد الأسماك. يحافظ التمكين على تدخل الدولة في إدارة مصايد الأسماك، ومهما كان أصحاب المصالح حاصلين على التمكين، فإن نجاح مصايد الأسماك غير ممكن دون القوى التشريعية، والموارد المالية، والدعم التعليمي، والأبحاث التي توفرها الحكومة.
لا يقبل الجميع هذا المفهوم، إذ يجادل بعض الأفراد وبعض المجتمعات بأن الدولة يجب أن تنسحب بالكامل وتترك المجتمعات المحلية تتعامل مع إدارتها الخاصة لمصايد الأسماك حسب التقاليد الثقافية والممارسات المعهودة. كذلك، جادل آخرون بأن الإدارة المشتركة لا تمكن سوى الأثرياء والأقوياء، ما يعزز بدوره التباينات الموجودة أصلًا في إدارة مصايد الأسماك.
لن يمكّن التمكين المؤدى بشكل صحيح – بوصفه تابعًا للإدارة المشتركة- وحسب للأفراد والمجتمعات من المساهمة بشكل فعال لإدارة مصايد الأسماك وحسب، بل سيرخص لهم ذلك أيضًا. هي آلية تعمل بشكل دورة، حيث يكتسب الفرد التمكين والتشجيع من كونه جزءًا من مجموعة، ولا ينجح الفعل الجمعي إلا بسبب أفراده الممكنين. ولاستخدام التمكين بشكل فعال وناجح كإدارة مشتركة، من الضروري أن تطور برامج دراسة، وتوجيهات، ومواد مقروءة، وكتب إرشادات، وقوائم تحقق وتدخل في عملية إدارة جميع مصايد الأسماك.